# Robustagramma sinuosum
Robustagramma sinuosum är en tvåvingeart som beskrevs av Marshall och Xiaolong Cui 2005. Robustagramma sinuosum ingår i släktet Robustagramma och familjen hoppflugor.
Artens utbredningsområde är Guyana. Inga underarter finns listade i Catalogue of Life.